# Мжаванадзе Кахабер Нодарович
Каха́бер Нода́рович Мжавана́дзе (нар. 2 жовтня 1978, Кобулеті, Грузинська РСР) — грузинський футболіст, захисник.

### Кар'єра
Вихованець ДЮСШ із рідного міста Кобулеті. Перший тренер - Н. Урушадзе. Починав кар'єру в таких грузинських клубах, як «Шукура» та батумському «Динамо» Бат. У 2001 році перейшов до московського «Спартака», зіграв у тому сезоні 6 ігор за клуб в різних турнірах (а також 13 матчів у першості дублерів) і став чемпіоном Росії. 2002 року перейшов до «Анжі», уклавши довгостроковий контракт з клубом, провів у дагестанському клубі один сезон у Вищій лізі і три в Першому дивізіоні. У січні 2006 року перейшов в одеський «Чорноморець». Виступав за цей клуб у вищій лізі, став у його складі третім призером чемпіонату 2005—2006. На правах оренди знову виступав за «Анжі» та овідіопольський «Дністер». Ставши вільним агентом в січні 2009 року, мав можливість поповнити ряди кишинівської«Дачія», яка грає в чемпіонаті Молдови. З літа 2009 року виступав за бакинський «Інтері». Чемпіон Азербайджану 2009—2010 у його складі.

### У збірній
Був гравцем збірної Грузії з 2004 по 2006 рік, зіграв 14 ігор.

## Приватне життя
У 2006 році, коли виступав за Чорноморець, одружився з українкою, в даний час живе в Одесі.